# Jean Raynal (journaliste sportif)
Pour les articles homonymes, voir Raynal.
Jean Raynal est un journaliste sportif français né le 18 août 1929 à Massiac (Cantal) et mort le 4 janvier 2015 à Mandres-les-Roses (Val-de-Marne). Il a exercé son activité de journaliste sportif à la télévision de 1956 à 1974 à l'ORTF, puis de 1974 à 1987 sur TF1. Surnommé « Monsieur Basket » car spécialiste du basket-ball, il a également commenté du tennis, du football, et a animé l’émission Téléfoot.

## Famille et jeunesse
Fils d'un couple d'instituteurs de Candillargues, il passe sa jeunesse dans le sud de la France, ce qui lui vaudra cet accent du midi. Dans ses années de jeunesse, il découvre le basket-ball en pension à Lodève, joue au football et à la pétanque.
Instituteur de formation, il monte à Paris pour suivre les cours du Centre de formation des journalistes (CFJ) dont il sort en 1957 classé deuxième de sa promotion, derrière Bernard Pivot.
Sa sœur Jackie Raynal est réalisatrice et monteuse.

## Grand reporter et commentateur sportif

### Les années radio
Entré à la radio en 1956, il commence sa carrière aux affaires sociales. Il se fait remarquer par ses connaissances sur le sport et passe au service des sports dès 1958, alors dirigé par Georges Briquet. Il y devient son adjoint en 1962 et lui succède à sa retraite en 1965. Il y occupera les fonctions de Chef du service des sports jusqu'en 1968, en présentant notamment l'émission Sports et musiques au côté de Robert Chapatte, Roger Couderc, Loïc Van Lee et Raymond Marcillac.
Lors des événements de Mai 1968, la grève paralyse l'ORTF ; le calme revenu, il ne fait pas partie des licenciés car il est délégué du personnel, mais il est muté à la télévision, redevient journaliste sportif et traite du basket, du volley et du bowling. Il est lui-même sélectionné 15 fois en équipe de France de bowling.
À l'explosion de l'ORTF (Office de radiodiffusion-télévision française), il opte pour la première chaîne, la plus sportive et devient le collaborateur de Georges de Caunes.

### Le Monsieur Basket de la télévision

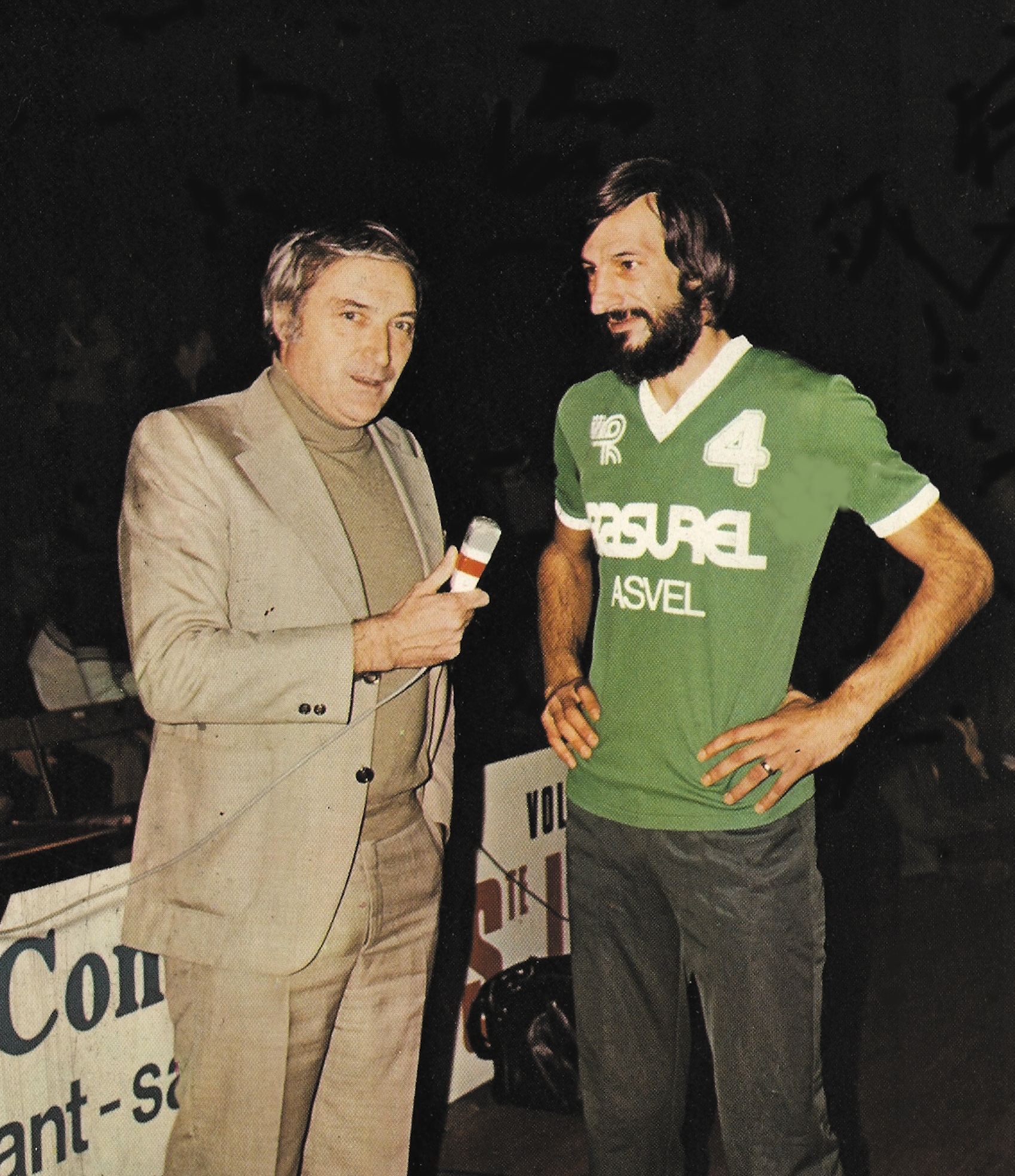
Jean Raynal interviewe Alain Gilles.

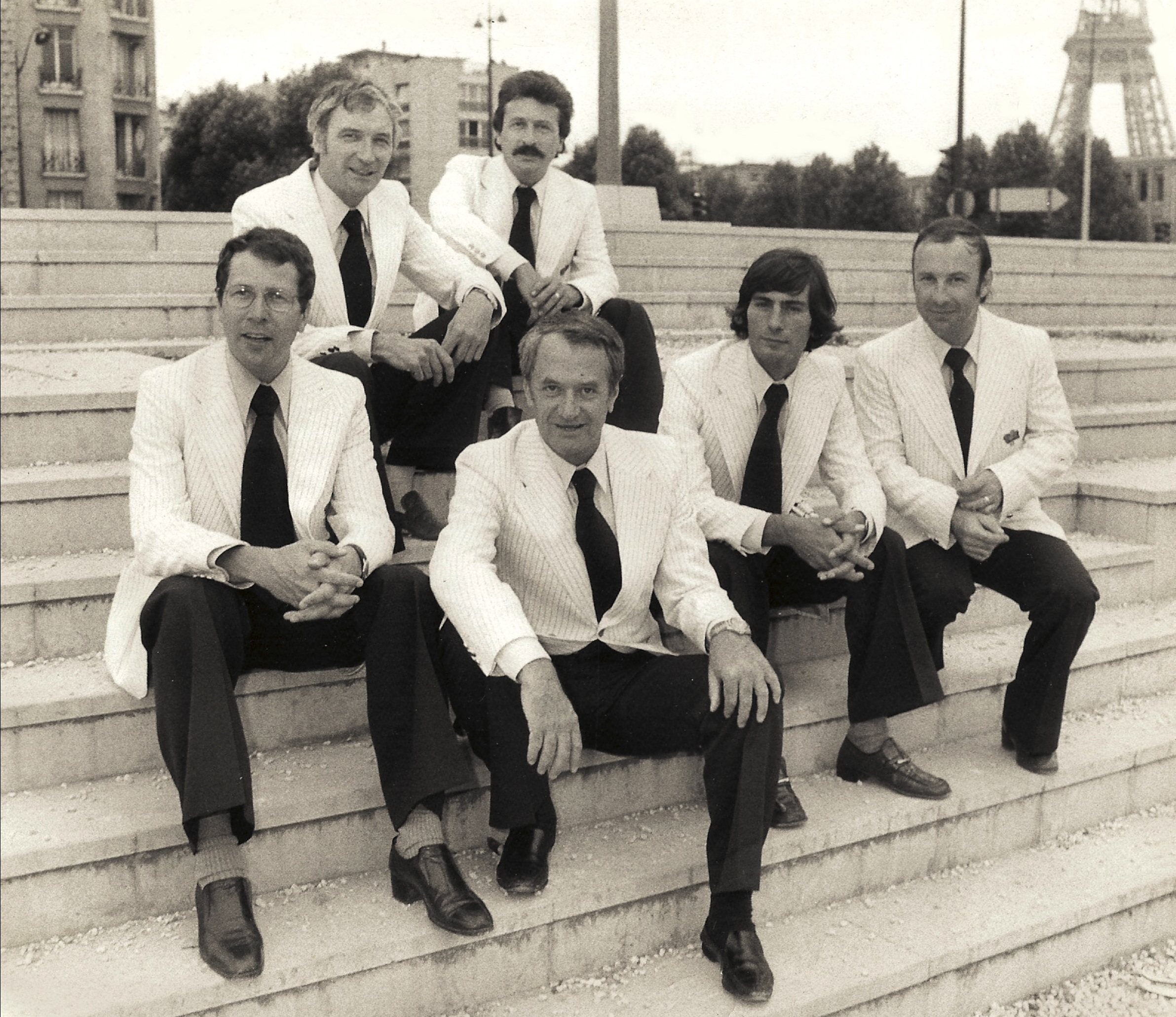
Équipe des sports de TF1.

Surnommé « Le Monsieur Basket de la télévision » pour avoir commenté de nombreuses rencontres dans les années 1970 et 1980, il écrit La Fabuleuse Histoire du basket-ball en 1980, édité chez O.D.I.L.
On peut retrouver certains de ces commentaires sur ina.fr : Nice-Orthez 30 septembre 79 ; Championnat de France de basket-ball (Villeurbanne-Stade français) ou Sports dimanche (2e mi-temps Limoges-Monaco 17 janvier 1982), Caen-Denain 1971.

### Carrière à la télévision
« 6 JO, 5 Coupes du monde de foot, 26 Roland-Garros » : c'est par cette phrase qu'il aimait à résumer son parcours quand, en retraite, il était interrogé par des journalistes.
Il participe au cours de ses trente ans de carrière :
- JO : Tokyo (1964), Mexico (1968), Munich (1972), Montréal (1976), Moscou (1980) et Los Angeles (1984), sans oublier les JO d'hiver à Grenoble (1968) ;
- Coupes du monde de foot : Angleterre (1966), Mexique (1970), Allemagne (1974), Argentine (1978), Espagne (1982) ;
- Téléfoot : il présente durant un an Téléfoot entre 1983 et 1984 avec comme consultant Guy Roux.

Il interviewe Michel Platini à l'aéroport avant de s'embarquer pour l'Argentine en 1978.
Il présente la finale du championnat d'Europe de football des nations  le 27 juin 1984 au Parc opposant la France et l'Espagne (2-0).
- Tennis : depuis le court numéro un, aujourd'hui court Philippe-Chatrier, il commente les matchs de tennis à Roland-Garros jusqu'en 1987. Il avait lui-même pratiqué ce sport à Clamart et avait été classé.
- Mais aussi le volley, plusieurs matches de rugby du Tournoi des cinq nations avec Raoul Barrière et Benoît Dauga.

En famille, il racontait volontiers avoir commenté toutes sortes de sport, comme le souligne Pierre Cangioni : « il faisait partie des journalistes tout-terrain, lors des JO, il était un des piliers de la chaîne car on pouvait lui confier n'importe quel sport ».

## Retraite
En 1987, il arrête sa carrière lors de la privatisation de TF1, s'installe dans le midi près de l'étang de Thau, puis en Bretagne, face au Sillon de Talbert.
Il meurt en région parisienne, le 4 janvier 2015. Des hommages lui sont rendus dans la presse écrite et à la télévision, ainsi que sur l'Internet et Twitter.

## Hommages
Didier Roustan confie dans le journal L'Équipe du 13 janvier 2015 : « il a été mon père spirituel, il était très érudit, très gai mais aussi très engagé, avec un côté assez anarchiste et libertaire. Les seuls journaux qu'ils gardaient c'étaient Hara-Kiri et Charlie Hebdo, dont les unes tapissaient ses murs. C'était vraiment un « Charlie » dans l'esprit ». Le journaliste, qui a travaillé à ses côtés à TF1, lui consacre aussi un article sur L'Équipe 21 et lui rend hommage sur le plateau de L'équipe du soir (11 janvier 2015).
TF1 et la Fédération Française de basket lui rendent également hommage.

## Publications
- Jean Raynal, Le volley-ball - L'encyclopédie par l'image, Édition Erasme, Collection « Sport », 1997
- Jean Raynal, La fabuleuse histoire du Basket, O.D.I.L., 1980